# Megalomma cinctum
Megalomma cinctum är en ringmaskart som beskrevs av Fitzhugh 2003. Megalomma cinctum ingår i släktet Megalomma och familjen Sabellidae. Inga underarter finns listade i Catalogue of Life.